# Gama Entertainment Group
Гама ентертејнмент груп (Gama entertainment group) филмско је преузеће покренуто 1984. године као филмска трајна заједница првенствене намене за производњу кинематографских дела, коју је основао Александар Младеновић.
Од 1985. до 1987. године реализовали су три дугометражна филма: Неуспела мућка, У затвору и Мајстор и Шампита.
Године 1987. од предузећа „Филм данас” купују права на филм Тесна кожа и до 1991. у својој продукцији из овог серијала су реализована 3 наставка која су имала добру посећеност у биоскопима.

## Филмографија
- 1985: Индијско огледало
- 1985: У затвору
- 1986: Мајстор и Шампита
- 1987: Тесна кожа 2
- 1988: Тесна кожа 3
- 1991: Тесна кожа 4
- 1994: Биће боље

Незавршени и напуштени пројекти:
- 2013: „Тесна кожа 5”
- 2014: „Тесна кожа 6”